# Anne Kronenberg
Anne Kronenberg, nacida en 1954, es una administradora política y activista homosexual estadounidense. 
Es principalmente conocida por ser la directora de campaña del político y activista pro-derechos LGBT Harvey Milk, durante la campaña de elección de concejales de distrito de la ciudad de San Francisco de 1977, y su ayudante mientras este ostentaba el cargo de concejal/supervisor de distrito, hasta los asesinatos de George Moscone y del propio Harvey Milk.
Kronenberg colaboró en el oscarizado documental de 1984 The Times of Harvey Milk y su persona ha sido interpretada en la también oscarizada película de 2008, Mi nombre es Harvey Milk. Kronenberg sería una de los cuatro "mariscales" de la marcha del orgullo LGBT de Nueva York de 2009, junto con el guionista de la película Dustin Lance Black y su compañero y activista Cleve Jones quien también trabajó con Milk y del propio Gobernador del Estado David Paterson.
Kronenberg es actualmente la Directora Adjunta de Administración y Planificación del Departamento de Salud Pública de San Francisco.

## Su trabajo en la campaña de Harvey Milk
Kronenberg conoció a Milk cuando fue a revelar un carrete de fotos en su tienda Castro Camera. En ese momento trabajaba en una empresa dedicada al pescado y al marisco, trabajo que ella odiaba, y comenzó a trabajar para Milk después de que un amigo la recomendase. Ella describe la campaña cuando se unió a ésta como "un pequeño y muy unido grupo de hombres" y al principio su presencia levantó alguna suspicacia, pero luego acabaron siendo muy íntimos.
Kronenberg fue la directora de campaña de Milk en su exitosa carrera para ocupar un asiento en la Junta de Supervisores en 1977 tras tres derrotas sufridas por Milk.

## Respuesta al asesinato de Milk
Kronenberg estaba en un avión volando a visitar a su familia a Seattle cuando Milk fue asesinado el 27 de noviembre de 1978. A su llegada Seattle, su familia le comunicó la noticia de que Harvey había sido tiroteado, y ella inmediatamente, cogió el siguiente avión de regreso a San Francisco. Más tarde afirmó que no sabía que el asesino había sido el exconcejal/supervisor Dan White, creyendo que se trataba simplemente de un perturbado asesinaba a homosexuales. Dijo que "fue un día de pánico, muy triste y horrible". Kronenberg participó en la vigilia con velas en honor a Milk y fue la oradora principal en su funeral, en el teatro de la ópera.

## Su trabajo tras la campaña de Milk
Kronenberg trabajó como Directora del Consejo de Justicia Criminal de la Alcaldía de San Francisco en el periodo 1991-1994. Comenzó a presidir la Junta de Supervisores en 1998, papel que continúa hoy en día. A su vez, también fue nombrada miembro del Concejo de Estado de Medicina Pediátrica y prestó servicio como vicepresidenta durante dos años, y como presidenta, durante uno. Ha trabajado durante casi 15 años en el Departamento de Planificación de Salud Pública de San Francisco.
Kronenberg también ha trabajado a nivel local, estatal y federal para políticos como el senador Ted Kennedy y el asambleísta John Vasconcellos.

## Vida y desempeño actuales
Kronenberg es actualmente Directora Adjunta de Administración del Departamento de Planificación de Salud Pública de San Francisco. En su puesto actual, que administra el departamento de iniciativas de planificación a escala, como preparación para desastres y servicios médicos de emergencia, y tiene la responsabilidad de la planificación estratégica de esfuerzos. Actualmente está trabajando en un plan para la ciudad, para ayudar a aquellos in seguro médico.
Aunque Kronenberg hizo público su lesbianismo durante la década de 1970, ahora se considera heterosexual, tras haberse enamorado de un hombre que conoció en Washington en los ochenta, con quien más tarde se casaría. Actualmente vive en California con su marido; su hijastro, su hija e hijo.
Kronenberg fue nombrada uno de los "Mariscales Oficiales" de la Marcha del Orgullo LGBT en marzo de 2009 , junto a Dustin Lance Black y Cleve Jones celebrada el 28 de junio de 2009.

## Interpretada enMi nombre es Harvey Milk
Kronenberg interpretada en la película Milk por la actriz canadiense Alison Pill. Pill interpretó el papel de Kronenberg durante la campaña de Harvey Milk;  realizó el papel de Kronenberg tal como era durante la campaña, vistiendo de cuero, conduciendo una moto Pill y acercando a hombres gais y a lesbianas.
La respuesta de Kronenberg a la película fue muy positiva. En el estreno de Milk, dijo en una entrevista:

...Milk pone de relieve las luchas del movimiento gay y lesbiaco y el funcionamiento interior del hombre que cambió por completo la naturaleza del movimiento. He podido sentir su presencia a lo largo de toda la producción de Milk. Casi podía ver a Harvey caminando por la alfombra roja en el estreno, saludando, tirando besos y atendiendo a las masas. La vida de Harvey fue el teatro y el estreno del martes fue el último acto.

Kronenberg colaboró con la película como asesora, e hizo un cameo, apareciendo como taquígrafa.